# Charles Schneider (homme politique)
Pour les articles homonymes, voir Charles Schneider et Schneider.
Charles Schneider, né le 19 mai 1851 et mort le 8 décembre 1914 à Colmar (Haut-Rhin), est un homme politique français.

## Biographie
Ancien engagé volontaire au début de la guerre franco-prussienne de 1870, Charles Schneider est ensuite négociant à Belfort et exerce un temps comme juge au tribunal de commerce de cette ville, dont il devient le maire en 1894. Il est ensuite président du conseil général du Territoire.
Candidat une première fois à la députation en 1898, il n'est pas élu mais prend sa revanche en 1904, dès le premier tour député, avec l'étiquette radicale, battant le sortant Armand Veillard-Migeon.
Anticlérical comme la majorité des élus de son parti, il défend et soutient les réformes visant à laïciser l'enseignement et à la séparation de l’Église et de l’État.
Réélu dès le premier tour en 1906, comme en 1910, il défend toujours une ligne anticléricale et soutient aussi la loi sur les retraites ouvrières et paysannes.
Il n'est cependant pas très actif comme député, étant souvent en congé de la Chambre.
Réélu en 1914, il meurt en cours de mandat, le 8 décembre.
Il est enterré au cimetière de Brasse à Belfort.